# Original Song
«Original Song» (рус. Оригинальная песня) — шестнадцатый эпизод второго сезона американского музыкального телесериала «Хор», показанный телеканалом Fox 15 марта 2011 года. В эпизоде члены хора решают подготовить для региональных соревнований песни собственного сочинения, которые помогли бы им победить «Соловьёв» академии Далтон и «Звуковой интенсив» школы Вествейл, руководителем последнего из которых является Сью Сильвестр. Помимо этого, Блейн признаётся в своих чувствах Курту, а Рейчел пытается наладить отношения с Финном.
В эпизоде прозвучали одиннадцать песен, в том числе шесть оригинальных, что стало самым большим количеством за весь сериал. Девять песен были выпущены в качестве синглов; две специально написанных для эпизода песни — «Loser Like Me» и «Get It Right» — вошли в альбом Glee: The Music, Volume 5, а кавер-версии «Misery», «Blackbird» и «Candles» — в альбом Glee: The Music Presents the Warblers. «Loser Like Me» добралась в чарте Billboard Hot 100 до шестой строчки и до девятой в Canadian Hot 100, а «Get It Right» — до шестнадцатой и до двадцать третьей соответственно.

## Сюжет
«Соловьи» академии Далтон репетируют для региональных кавер-версию «Misery» группы Maroon 5. Курт Хаммел (Крис Колфер) недоволен тем, что Блейну (Даррен Крисс) достаются все сольные партии, в то время как остальные члены хора остаются на заднем плане. Позже Курт обнаруживает, что канарейка-талисман Паворотти, которая была вверена ему как новичку, погибла. В её честь он поёт песню «Blackbird» группы The Beatles в присутствии остальных хористов. Блейн тронут эмоциональным исполнением Курта и во время его пения понимает, что испытывает к нему чувства. Он соглашается с Куртом, что «Соловьи» не должны отдавать все партии ему, и предлагает на региональных подготовить дуэт. В качестве одолжения он просит без голосования разрешить Курту стать его партнёром по дуэту. Когда они собираются репетировать песню «Candles», Блейн признаётся Курту, что согласился на дуэт, чтобы проводить с ним больше времени, и они впервые целуются.
Рейчел (Лиа Мишель) поёт вторую песню собственного сочинения «Only Child», но она оказывается не лучше, чем «My Headband» во время недавней вечеринки у неё дома. Финн (Кори Монтейт) советует ей копнуть глубже и коснуться в песне того, что её волнует. Куинн (Дианна Агрон) изъявляет желание стать королевой выпускного бала и решает сблизиться с Рейчел, чтобы поссорить их с Финном и сделать Финна своим партнёром. Для этого она поддерживает идею Рейчел по написанию оригинальных песен для региональных, и остальные вынуждены согласиться, когда Сью Сильвестр (Джейн Линч) приносит им бумагу, в которой группа My Chemical Romance якобы запрещает им использовать их композицию «Sing». Позже Сью признаётся, что письмо поддельное, и она пыталась с его помощью в очередной раз саботировать хоровой клуб. Рейчел просит Куинн рассказать правду об их отношениях с Финном, и Куинн рассказывает, что они тайно встречаются уже несколько недель. Она говорит ей, что об этом знал весь хор, кроме неё. Рейчел расстраивается и по возвращении домой использует слова Куинн в качестве основы для написания песни.
Бриттани (Хизер Моррис) признаётся Сантане (Ная Ривера), что скучает по их дружбе, однако Сантана не может смириться с тем, что Бриттани отвергла её чувства и отказывается оставаться с ней «просто друзьями». Бриттани расстраивает факт того, что Сантана начинает встречаться с Сэмом (Корд Оверстрит), даже несмотря на свои чувства с Брит.
Руководитель хора Уилл Шустер (Мэтью Моррисон) раздаёт студентам словари рифм, чтобы помочь с написанием песен. Исполняя то, что у них получилось, Сантана поёт «Trouty Mouth», где высмеивает большой рот Сэма, а Пак (Марк Саллинг) — «Big Ass Heart» для Лоурен (Эшли Финк). Единственная песня, которую оценил Шустер, — «Hell to the No» — исполнила Мерседес (Эмбер Райли), однако она тоже не подходит для региональных. Уилл решает объединить усилия хористов. Он пишет на доске «Loser Like Me» в качестве названия для ещё не написанной песни.
Судьями региональных стали ведущий теленовостей Род Ремингтон (Билли Джонс), лидер Чайной партии, религиозная фанатичка и противник школьного обучения Тэмми Джин Альбертсон (Кэти Гриффин) и бывшая стриптизёрша сестра Мария Констанц (Лоретта Дивайн). Первыми выступают «Звуковой интенсив» с песней «Jesus Is a Friend of Mine», которую выбрала Сью, чтобы впечатлить судей. Вторыми выступают «Соловьи», и Курт вместе с Блейном солируют в песнях «Candles» и «Raise Your Glass», а «Новые горизонты» поддерживают их в знак уважения к Курту. Рейчел поёт песню «Get It Right», при помощи которой выражает Финну свои чувства к нему и желание помириться. В ответ на саботирование Сью «Новые горизонты» поют «Loser Like Me» — гимн всех неудачников школы. Хор МакКинли выигрывает региональные, а Рейчел получает награду как «Самый ценный игрок». Позже Курт и Блейн хоронят канарейку. Курт признаётся Блейну, что рад за своих бывших коллег по хору, однако расстроен тем, что «Соловьи» проиграли. Блейн говорит ему, что они приобрели нечто больше, чем просто победу на конкурсе, намекая на их отношения.

## Реакция
Эпизод получил преимущественно положительные отзывы критиков. Джеймс Понивозик из Time назвал его «цельным» и отметил, что сюжетная линия отношений между сразу несколькими персонажами была лучшей. Эми Рейтер из Los Angeles Times написала, что эпизод продемонстрировал «долгожданный момент, который мы так долго ждали и предвидели», намекая на начало отношений между Куртом и Блейном. Марк Перигард из ''Boston Herald'' и Робер Каннинг из IGN назвал эпизод «потрясающим», а Каннинг, в свою очередь, поставил ему 8 баллов из 10. Сандра Гонсалес из Entertainment Weekly похвалила сценарий серии, добавив, что, несмотря на особенности телесериалов, «Original Song» логично вытекал из предыдущих эпизодов. Тодд ВанДерВерфф из The A.V. Club поставил серии оценку «В-» и отметил, что ему понравились все сцены, даже те, что некоторые назвали «нелогичными». Брет Берк из Vanity Fair похвалил эпизод за отсутствие стандартных сюжетных клише, которыми зачастую пользуется сериал, а также за идею с оригинальными песнями, впервые написанными специально для эпизода. Али Семигран из MTV отметил игру Колфера и Крисса и назвал их поцелуй «милым, настоящим и нераздутым моментом», а оба актёра справились «с достаточной пылкостью, уважением и честностью друг к другу».
За сцену открытого гомосексуального поцелуя сериал подвергся критике со стороны религиозного крыла. Виктория Джексон, бывшая участница шоу Saturday Night Live, и активный деятель консервативного Движения чаепития, высказала свою реакцию в колонке издания WorldNetDaily: «Вы видели серию „Хора“ на этой неделе? Тошнотворно! <...> И, кроме того, проталкивая свои гей-вещи в наши глотки, они снова насмехаются над христианами. Интересно, что у них на очереди? Эй, продюсеры „Хора“, что у вас на повестке дня? Никому не нужная толерантность?», — тем самым отметив негативную реакцию на сериал религиозного сообщества.>. Другой журналист и консерватор, Ларри О’Коннор, отметил, что скорее имеет значение не изображение персонажей-геев как таковых, а «нетерпимость и фанатизм создателей», направленный на развитие этой темы.
При показе эпизода на российском канале ТНТ в январе 2013 года поцелуй Курта и Блейна был вырезан, даже несмотря на то, что серия транслировалась в ночное время. Цензурирование вызвало широкий резонанс среди поклонников сериала, а хештег #ТНТКаналГомофобов вышел в тренды российского Твиттера.